# Cosmes (monjo)
Cosmes Monjo (en llatí Cosmas, en grec Κοσμᾶς) va ser un monjo i poeta autor d'un epigrama inclòs a l'Antologia grega. Era de cultura grega, però no se sap si era grec. Podria ser el mateix personatge que Cosmes Indicòpleustes o potser Cosmes de Jerusalem.